# 变异拟海牛
变异拟海牛（学名：Philinopsis cyanea）为拟海牛科拟海牛属的动物。分布于东非、桑给巴尔、莫桑比克、东印度、南非、日本、澳大利亚、托里斯海峡、斐济以及中国大陆的山东、香港、海南等地，属于暖水性种类。其一般生活于潮间带泥砂质底。